# SN 1964C
SN 1964C – supernowa typu I odkryta 10 lutego 1964 roku w galaktyce IC1188A. W momencie odkrycia miała maksymalną jasność 17,30m.